# Amy Tang
Amy Tang (26 de enero de 2003) es una deportista estadounidense que compite en natación. Ganó dos medallas de oro en el Campeonato Mundial Junior de Natación de 2019, en las pruebas de 4 × 100 m libre y 4 × 100 m libre mixto.